# Tullaghan
Tullaghan är en ort i republiken Irland.   Den ligger i grevskapet County Leitrim och provinsen Connacht, i den norra delen av landet, 180 km nordväst om huvudstaden Dublin. Tullaghan ligger 10 meter över havet och antalet invånare är 228.
Terrängen runt Tullaghan är varierad. Havet är nära Tullaghan åt nordväst. Runt Tullaghan är det glesbefolkat, med 11 invånare per kvadratkilometer. Närmaste större samhälle är Bundoran, 3,4 km öster om Tullaghan. Trakten runt Tullaghan består i huvudsak av gräsmarker.